# Liste der Biografien/Waz
Liste der Biografien |
Portal Biografien |
Personensuche
# |
A |
B |
C |
D |
E |
F |
G |
H |
I |
J |
K |
L |
M |
N |
O |
P |
Q |
R |
S |
T |
U |
V |
W |
X |
Y |
Z |
?
 
Wa |
Wc |
Wd |
We |
Wh |
Wi |
Wj |
Wl |
Wn |
Wo |
Wr |
Ws |
Wt |
Wu |
Ww |
Wy |
Wz
 
Waa |
Wab |
Wac |
Wad |
Wae |
Waf |
Wag |
Wah |
Wai |
Waj |
Wak |
Wal |
Wam |
Wan |
Wao |
Wap |
Waq |
War |
Was |
Wat |
Wau |
Wav |
Waw |
Wax |
Way |
Waz
Die Liste der Biografien führt alle Personen auf, die in der deutschsprachigen Wikipedia einen Artikel haben. Dieses ist eine Teilliste mit 25 Einträgen von Personen, deren Namen mit den Buchstaben „Waz“ beginnt.

## Waz

### Waza
- Wazadse, Mate (* 1988), georgischer Fußballspieler

### Waze
- Wa'zeb, König von Axum
- Wazeba, König von Axum
- Wazeh, Mirza Schaffy († 1852), aserbaidschanischer Dichter
- Wazekwa, Felix (* 1962), kongolesischer Sänger, Gitarrist und Komponist
- Wazel, Gerhard (* 1939), deutscher Germanist und Anglist
- Wazena, König von Axum
- Ważewski, Tadeusz (1896–1972), polnischer Mathematiker

### Wazi
- Wazinger, Robert (* 1966), österreichischer Fußballspieler
- Wazinski, Erna (1925–1944), deutsches NS-Opfer des nationalsozialistischen Sondergerichts BraunschweigErna Wazinski (1925–1944)

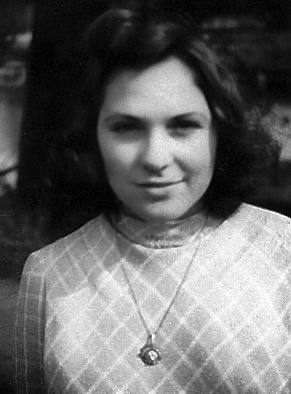
Erna Wazinski (1925–1944)

- Wazir Khan († 1641), Gouverneur des Panjab
- Wazir, Chalil al- (1935–1988), palästinensischer Politiker und stellvertretender Chef der PLO
- Waziri, Farida (* 1949), nigerianische Politikerin
- Waziri, Mostafa (* 1967), ägyptischer Ägyptologe
- Wəzirov, Əbdürrəhman (1930–2022), sowjetischer Politiker

### Wazn
- Wazni, Ghazi, libanesischer Ökonom und Politikberater
- Ważny, Alan (* 2007), polnischer Tennisspieler
- Ważny, Artur (* 1966), polnischer römisch-katholischer Geistlicher und Bischof von Sosnowiec
- Ważny, Zenon (1929–2017), polnischer Stabhochspringer

### Wazo
- Wazo († 1048), Bischof von Lüttich
- Wazow, Spas (1856–1928), bulgarischer Klimatologe und Meteorologe

### Wazu
- Wazulek, Karl (1914–1958), österreichischer Eisschnellläufer

### Wazy
- Ważyk, Adam (1905–1982), polnischer Dichter, Schriftsteller, Essayist und Übersetzer

### Wazz
- Wazzan, Schafiq al- (1925–1999), libanesischer Ministerpräsident
- Wazzani, al-Mahdi al- (1849–1923), marokkanischer islamisch-malakitischer Gelehrter